# 夜的遮羞布
夜的遮羞布是一本天文學類型的書。

## 概述
這本書是由大衛·布洛克（英語：David Block）和肯·弗里曼（英語：Ken Freeman）於2007年在斯特朗洛山天文台寫成的。這是1826年至今的天文攝影時間表。

## 歷史
這本書的大部分內容都是第一次在這裡發表。其中兩個例子是：一個來自亞利桑那州的羅威爾天文台，另一個來自倫敦皇家天文學會。

## 註解
1. ↑  McClurg-Welland, Ian. . Astronomy Now.   [3 January 2018]. （原始内容存档于2024-01-03）.
2. ↑  . Springer.   [3 January 2018]. （原始内容存档于2018-01-04）.